# Нея (река)
Нея (на руски: Нея) е река в Костромска област и на Русия, десен приток на Унжа (ляв приток на Волга). Дължина 253 km. Площ на водосборния басейн 6060 km².
Река Нея води началото си от Галичкото възвишение, на 199 m н.в., в западната част на Костромска област. До устието на левия си приток Вохтома тече в източна посока, след това, до устието на Нелша (ляв приток) на югоизток, а в долното течение – на юг. Тече предимно в слабо хълмисти и равнинни райони в широка долина, в която силно меандрира. Влива се отдясно в река Унжа (ляв приток на Волга), при нейния 33 km, на 84 m н.в., на около 10 km южно от град Макарев, в южната част на Костромска област. Основни притоци: леви – Вохтома (79 km), Нелша (114 km), Кондоба (65 km). Има смесено подхранване с преобладаване на снежното. Среден годишен отток на 38 km от устието 45,5 m³/s. Заледява се през ноември, а се размразява през април. По течението ѝ са разположени няколко десетки, предимно малки населени места, в т.ч. град Нея.